# عنان ابن داوود
عنان ابن داوود بنیانگذار جنبش یهودی قرائیم بود. این جنبش مذهبی در قرن هفتم و هشتم میلادی در بغداد توسط او پایه‌گذاری شد و تا چند قرن معتقدان بیشماری را جذب خود نمود.

## زندگینامه
عنان از ایرانیان یهودی بود و در اواسط قرن هفتم (قرن دوم هجری قمری) در بغداد اقدام به اصلاحات دینی و طرح مباحث کلامی در مبانی اعتقادی رسمی دین یهودی نمود و خود را رأس جالوت نامید، این امر باعث اعتراض خاخام‌های رسمی یهودی گردید و منصور خلیفه بغداد او را زندانی کرد. عنان در زندان همبند ابوحنیفه بود و با راهنمایی‌های او توانست از اعدام رهایی یابد.  

## باورها
عمده تعلیمات او بر پایه اعتقاد به تنخ به عنوان تنها دستور شریعت موسی استوار بود و کتب تفسیری مثل تلمود و میشنا را برای اعتقاد دینی بی اعتبار می دانست. عنان مخالف سرسخت خاخام‌های رسمی یهود بود و اعتقاد داشت آنان احکام بسیاری را به تورات افزوده‌اند.
عنان در کلام، متاَثر از متکلمان اسـلامی بود و عقلانیت و برخورداری از روح آزاد از مهم‌ترین ویژگی‌های اعتقادی او بود.
او در سال ۷۷۰ میلادی کتاب احکام خود را نوشت و پیروان را بر آن طریق راهنمایی میکرد. پیروان او را عنانیه مینامیدند و بعد از بنیامین نهاوندی بنام قرائیم نامیده شدند 